# Eudrepanulatrix
Eudrepanulatrix là một chi bướm đêm thuộc họ Geometridae.

## Các loài
- Eudrepanulatrix rectifascia (Hulst, 1896)